# Mariä Heimsuchung (Büdingen (Saar))

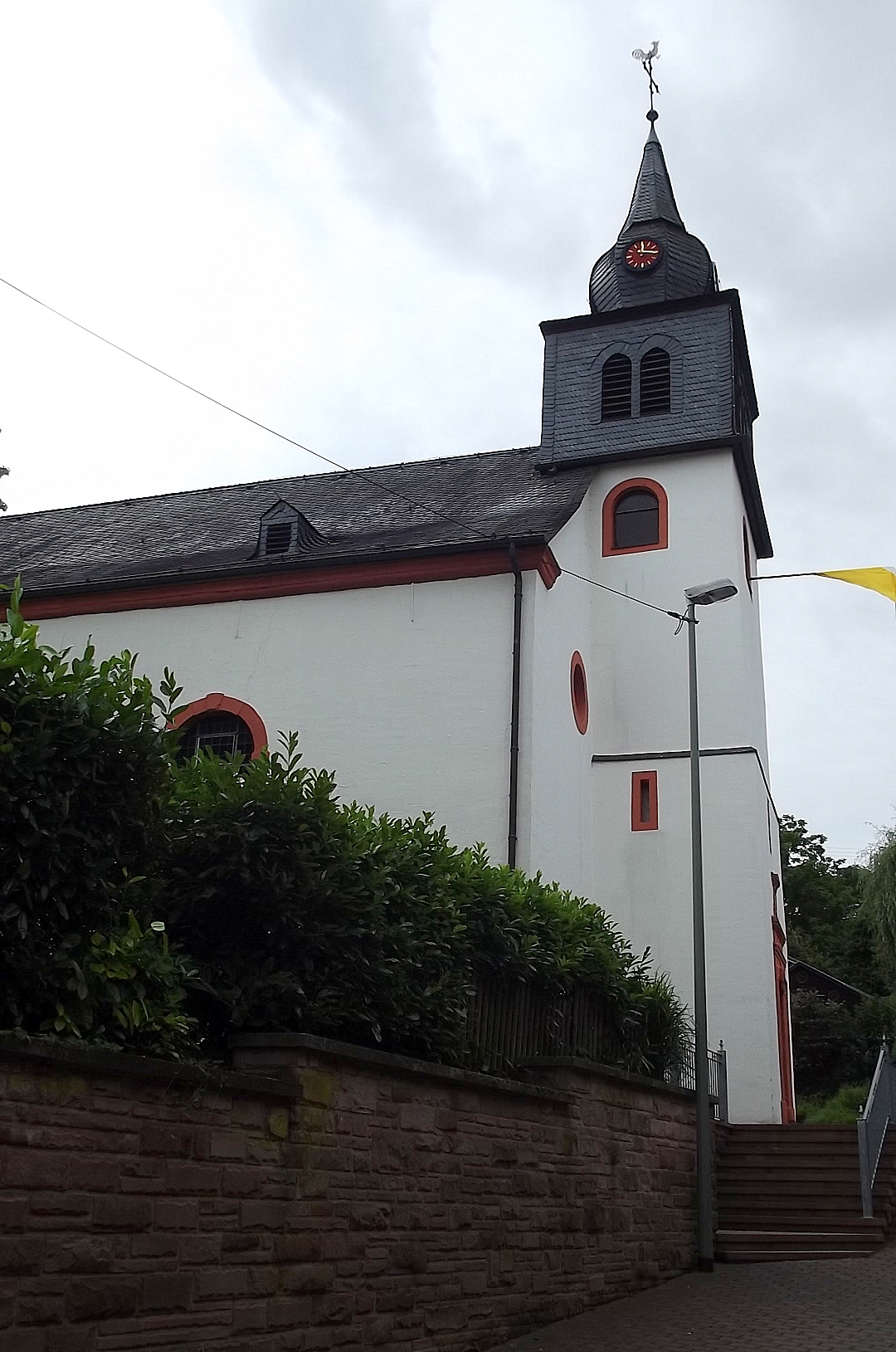
Die katholische Pfarrkirche Mariä Heimsuchung in Büdingen

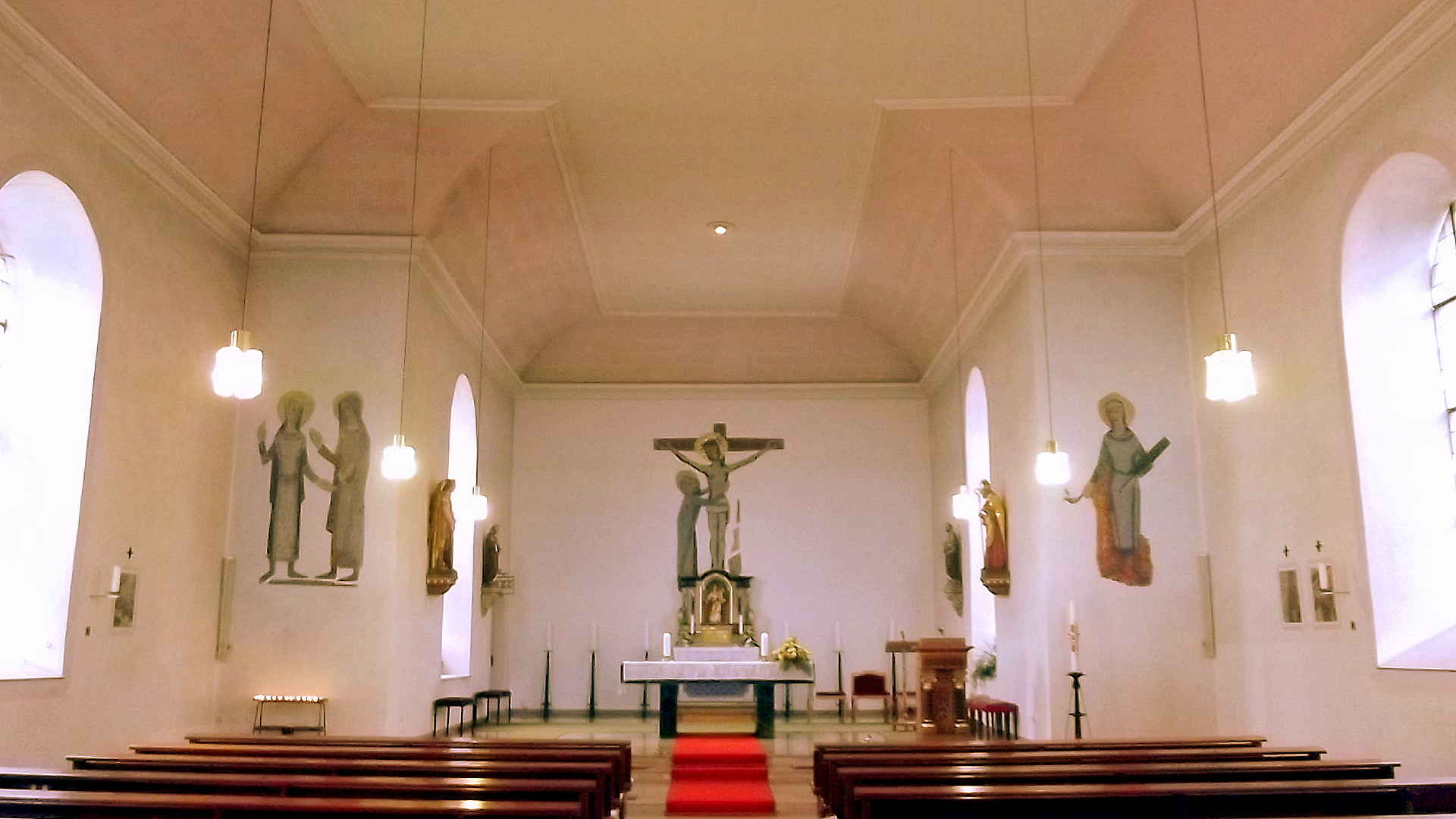
Blick ins Innere der Kirche

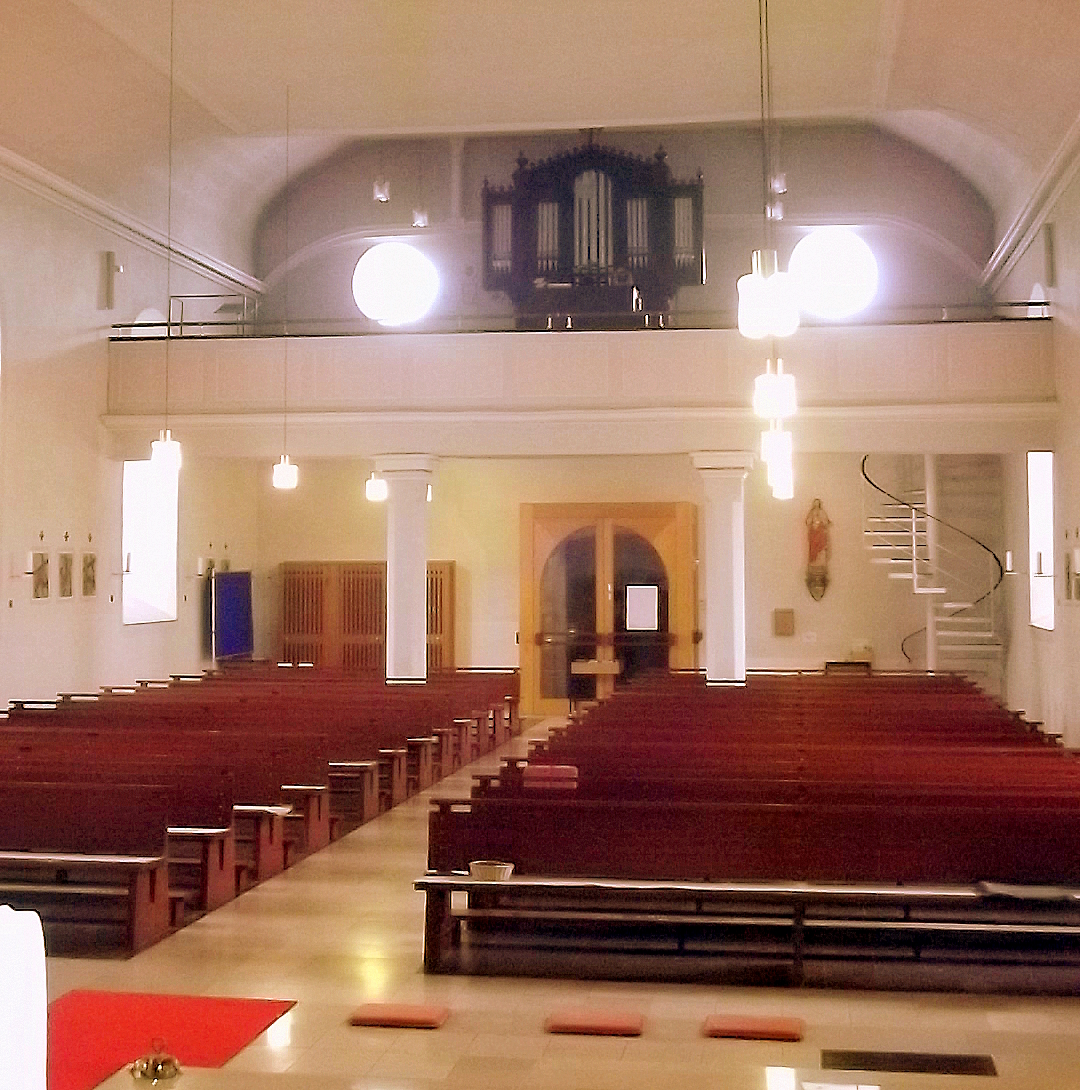
Blick zur Orgelempore

Die Kirche Mariä Heimsuchung ist eine katholische Pfarrkirche in Büdingen, einem Stadtteil von Merzig, Landkreis Merzig-Wadern, Saarland. Sie ist der Geschichte aus dem Marienleben von der Begegnung mit Elisabet gewidmet. Patrozinium ist das Fest Mariä Heimsuchung (Visitatio Mariæ). In der Denkmalliste des Saarlandes ist das Kirchengebäude als Einzeldenkmal aufgeführt.

## Geschichte
Bereits im 10. Jahrhundert war das damals als Buodinga bezeichnete Büdingen eine Pfarrei. Laut einem Pfarrvisitationsprotokoll lebten im Jahr 1657 in Büdingen als Folge von Pest und des Dreißigjährigen Krieges nur noch drei Familien. Dies führte dazu, dass Hilbringen die Verwaltung der Büdinger Pfarrei übernahm. Im Jahr 1728 erhielt Büdingen eine neue Kirche, allerdings ohne Turm. Der Bau eines Turmes erfolgte schließlich im Jahr 1755.
Im Zuge der politischen Veränderungen, die durch die Französische Revolution ausgelöst wurden, kam das lothringische Büdingen zum neu gebildeten Moseldepartement und wurde dem Bistum Metz zugeordnet. Um das Jahr 1800 war Büdingen Sukkursalpfarrei (Hilfspfarrei) im Kanton Sierck. Nach dem Ende der französischen Herrschaft 1815 wurde der Ort Teil der preußischen Rheinprovinz. Im Jahr 1827 wurde die nun wieder zum Bistum Trier gehörende Pfarrei Büdingen dem Dekanat Merzig zugeordnet.
Im Jahr 1825 wurde die inzwischen zu klein gewordene Kirche aus dem Jahr 1728 abgerissen und durch einen Neubau ersetzt, wobei der Turm von 1755 erhalten blieb. Die Pläne für das neue Kirchengebäude wurden von Architekt Odenheimer entworfen, während Baumeister Nikolaus Gill (Hilbringen) für die Ausführung der Plane verantwortlich zeichnete. Die Benedizierung der neuen Kirche wurde am 26. Oktober 1825 durch Dechant Michels aus Merzig vorgenommen.
Im Jahr 1920 wurde der Kirchturm nach Plänen des Architekten Peter Marx (Trier) erweitert, indem auf den bestehenden Turm ein schiefergedecktes Glockengeschoss mit Zwiebelhaube aufgesetzt wurde. Dank einer im Jahr 1923 geleisteten Spende in Höhe von 1000 Dollar des in Chicago lebenden und aus Weiler (nordöstlich gelegener Nachbarort von Büdingen) stammenden US-Amerikaners Nikolaus Weber konnten eine neue Orgel, eine Turmuhr und fünf Glocken angeschafft, sowie Erweiterungsarbeiten an der Empore vorgenommen werden.
In den Jahren 1961–62, 1981 und 1984 wurden Restaurierungsarbeiten an und in der Kirche durchgeführt.
Mit Wirkung zum 1. September 2011 wurde die Pfarrei Mariä Heimsuchung in Büdingen Teil der Pfarreiengemeinschaft Merzig-Hilbringen im Dekanat Merzig. Zu dieser Pfarreiengemeinschaft gehören außerdem die Pfarreien St. Petrus in Ketten in Hilbringen, St. Johannes der Täufer in Mondorf und St. Laurentius in Schwemlingen.

## Architektur und Ausstattung
Bei dem Kirchengebäude handelt es sich um eine Saalkirche, die sich von West nach Ost in Kirchturm, längsrechteckiges dreiachsiges Langhaus und quadratischen einachsigen Chor gliedert.
Zur Ausstattung der Kirche gehören eine Kreuzigungsgruppe an der Rückwand des Chorraums, eine Darstellung der Begegnung der heiligen Maria mit der heiligen Elisabeth (Mariä Heimsuchung) auf der linken Wand neben dem Chorraum und der heiligen Luzia auf der rechten Wand, sowie ein Mosaik-Kreuzweg. Geschaffen wurden diese Werke im Jahr 1962 von dem Künstler Albert Kettenhofen (Merzig).
Weitere Ausstattungsgegenstände sind der von der Firma Mrziglod (Tholey) geschaffene Ambo aus dem Jahr 1985, der 1984 umgebaute Zelebrationsaltar von 1962, zwei 1985 restaurierte Terracotta-Figuren des heiligen Petrus und des heiligen Josefs mit Kind, zwei aus Holz geschnitzte Figuren des heiligen Nikolaus und des heiligen Michael, sowie eine 1987 restaurierte Pietà aus Terracotta.